# Via Giuseppe Zanardelli
Via Giuseppe Zanardelli är en gata i Rione Ponte i Rom. Gatan löper från Piazza di Ponte Umberto I till Piazza di Tor Sanguigna. 

## Beskrivning
Gatan är uppkallad efter den italienske politikern Giuseppe Zanardelli (1826–1903), som var Italiens premiärminister från den 15 februari 1901 till den 3 november 1903.
Gatan öppnades år 1906.

## Omgivningar
Kyrkobyggnader
- Sant'Apollinare
- Santa Maria del Buon Consiglio ai Coronari var ett litet gatukapell vid Via dei Coronari 11, helgat åt Jungfru Maria och särskilt åt hennes roll som Goda rådets Moder. Under 1800-talets andra hälft brukade troende samlas i kapellet om aftonen för att be rosenkransen och vesper. Kapellet revs i samband med stadsplanearbeten norr om Piazza Navona och anläggandet av Via Giuseppe Zanardelli.[1]

Profana byggnadsverk
- Casa di Fiammetta
- Tor Sanguigna

Gator och gränder
- Vicolo di San Trifone
- Via della Maschera d'Oro

## Bilder
| - Sant'Apollinare. - Casa di Fiammetta. - Tor Sanguigna. |